# پیره پیرلو
پیره پیرلو یک روستا در ایران است که در استان اردبیل واقع شده‌است.